# Nombre autodescriptif
En mathématiques, un nombre autodescriptif ou autobiographique est un entier naturel dont le premier chiffre indique le nombre de 0 qu'il contient, le deuxième chiffre le nombre de 1, etc., en respectant l'ordre numérique.

## Exemple
Dans le système décimal, 1 210 est un nombre autodescriptif :
| Chiffres    | 0 | 1 | 2 | 3 |
| ----------- | - | - | - | - |
| Occurrences | 1 | 2 | 1 | 0 |
puisqu'il contient un 0, deux 1, un 2 et zéro 3.

## Liste exhaustive, dans le système décimal
Un nombre autodescriptif :
- comporte au moins un zéro, puisque l'écriture décimale d'un entier (non nul) ne peut commencer par un zéro (donc l'occurrence de 0 est non nulle) ;
- comporte au plus dix chiffres, puisqu'un entier s'écrit à l'aide de chiffres (compris entre 0 et 9) ;
- a un nombre de chiffres égal à la somme de ses chiffres.

Le recensement d'autres propriétés analogues permet de déterminer tous les nombres autodescriptifs, dont voici la liste :
| 0 | 1 | 2 | 3 | 4 | 5 | 6 | 7 | 8 | 9 |
| - | - | - | - | - | - | - | - | - | - |
| 1 | 2 | 1 | 0 |   |   |   |   |   |   |
| 2 | 0 | 2 | 0 |   |   |   |   |   |   |
| 2 | 1 | 2 | 0 | 0 |   |   |   |   |   |
| 3 | 2 | 1 | 1 | 0 | 0 | 0 |   |   |   |
| 4 | 2 | 1 | 0 | 1 | 0 | 0 | 0 |   |   |
| 5 | 2 | 1 | 0 | 0 | 1 | 0 | 0 | 0 |   |
| 6 | 2 | 1 | 0 | 0 | 0 | 1 | 0 | 0 | 0 |
Cette liste constitue la suite A046043 de l'OEIS.

## Définitions alternatives

### Par généralisation
La liste précédente peut être complétée si l'on ne se limite plus aux chiffres, en prenant en compte les occurrences de « sous-chaînes ».
Par exemple, on lit sur le nombre 53 110 100 002 la présence de deux sous-chaînes 10 : 531[10][10]0002
| Sous-chaînes | 0 | 1 | 2 | 3 | 4 | 5 | 6 | 7 | 8 | 9 | 10 |
| ------------ | - | - | - | - | - | - | - | - | - | - | -- |
| Occurrences  | 5 | 3 | 1 | 1 | 0 | 1 | 0 | 0 | 0 | 0 | 2  |
ce qui en fait un nombre autodescriptif si l'on généralise la définition.
On peut de même ajouter les sous-chaînes 11, 12, etc..

### Par restriction
La première liste peut être au contraire rendue plus restrictive.
Dans l'exemple initial : 1 210, on compte le nombre de 3, alors que ce chiffre ne figure pas. Comme dit précédemment, la présence d'un 0 est cependant obligatoire. On peut alors imposer d'indiquer l'occurrence de chacun des dix chiffres, et un nombre autodescriptif doit donc lui-même contenir dix chiffres.
Seul 6 210 001 000 répond à cette définition.

## Bases autres que 10
La présentation précédente privilégie le système décimal. Il est néanmoins possible de définir un nombre autodescriptif dans d'autres bases.
Par exemple, 389 305 s'écrit 3211000 en base 7 et le tableau
| Chiffres en base 7 | 0 | 1 | 2 | 3 | 4 | 5 | 6 |
| ------------------ | - | - | - | - | - | - | - |
| Occurrences        | 3 | 2 | 1 | 1 | 0 | 0 | 0 |
montre qu'il s'agit d'un nombre autodescriptif dans cette base.
C'est donc la représentation du nombre qui importe ici, et non sa valeur : si un nombre est autodescriptif dans une base b, que tous ses chiffres existent dans une base b' et qu'il ne contient pas plus de chiffres que b', alors la représentation de ce nombre sera aussi un nombre autodescriptif dans la base b'.
Dans l'exemple suivant, le nombre entre parenthèses en indice indique la base dans laquelle est écrit le nombre. 2020(10) est un nombre autodescriptif en base 10. Comme tous ses chiffres existent en base 4 et qu'il n'est pas constitué de plus que 4 chiffres, alors 2020(4) (qui vaut 136(10)) est aussi un nombre autodescriptif en base 4.
Une conséquence de cette propriété est que si une représentation est un nombre autodescriptif en base b alors cette représentation est aussi un nombre autodescriptif pour toute base b' supérieure à b. Cette propriété ne se vérifie pas pour les définitions alternatives (par généralisation et par restriction) présentées dans cet article.
A part 2020 et 21200, un nombre autodescriptif a toujours la même forme: s'il admet un nombre de chiffre c égal à 4 ou supérieur strict à 6 alors il sera en base b supérieure ou égale à c de la forme
| Chiffres en base b | 0   | 1 | 2 | 3 | ... | b-5 | b-4 | b-3 | b-2 | b-1 |
| ------------------ | --- | - | - | - | --- | --- | --- | --- | --- | --- |
| Occurences         | b-4 | 2 | 1 | 0 | 0   | 0   | 1   | 0   | 0   | 0   |